# Currents (Album)
Currents (englisch für „Strömungen“) ist das dritte Studioalbum des australischen Psychedelic-Rock-Projekts Tame Impala. Es erschien am 17. Juli 2015 bei Modular Recordings und Universal Music Australia. International wurde das Album von Caroline International vertrieben. Wie die zwei zuvor erschienenen Alben Innerspeaker (2010) und Lonerism (2012) wurde Currents erneut von Kevin Parker in kompletter Eigenregie produziert und zum ersten Mal auch persönlich abgemischt.
Nach dem Erscheinen seines vorherigen Albums Lonerism im Jahr 2012 begann Parker mit den Arbeiten an Currents in seinem Musikstudio in Fremantle, Australien. Waren seine vorherigen Werke noch von klassischem Psychedelic Rock geprägt, stellt Currents eine Weiterentwicklung in Richtung Synth-Pop und Psychedelic Pop dar, mit mehr Fokus auf Synthesizer und Drum Beats anstelle von verzerrten Gitarren-Sounds.
Currents ist das bislang erfolgreichste Album der Band mit über 2,5 Millionen verkauften Einheiten weltweit. In den USA wurde das Album mit einer Platin-Schallplatte für 1 Million verkaufte Einheiten ausgezeichnet. Wie auch schon die Vorgängeralben, erhielt Currents großes Lob bei den Kritikern und erschien auf zahlreichen Bestenlisten des Jahres 2015. Beim wichtigsten australischen Musikpreis, den ARIA Music Awards 2015 wurde Currents als bestes Rockalbum und Album des Jahres ausgezeichnet; außerdem erhielt es den J Award für Australiens Album des Jahres. Bei den Grammy Awards 2016 wurde das Album in der Kategorie bestes Alternative Music Album nominiert. Das Musikmagazin Rolling Stone platzierte Currents in ihrer Liste der 500 besten Alben aller Zeiten auf Platz 382, die australische Ausgabe des Magazins listet das Album auf Platz 12 der 200 besten Alben aller Zeiten.

## Hintergrund

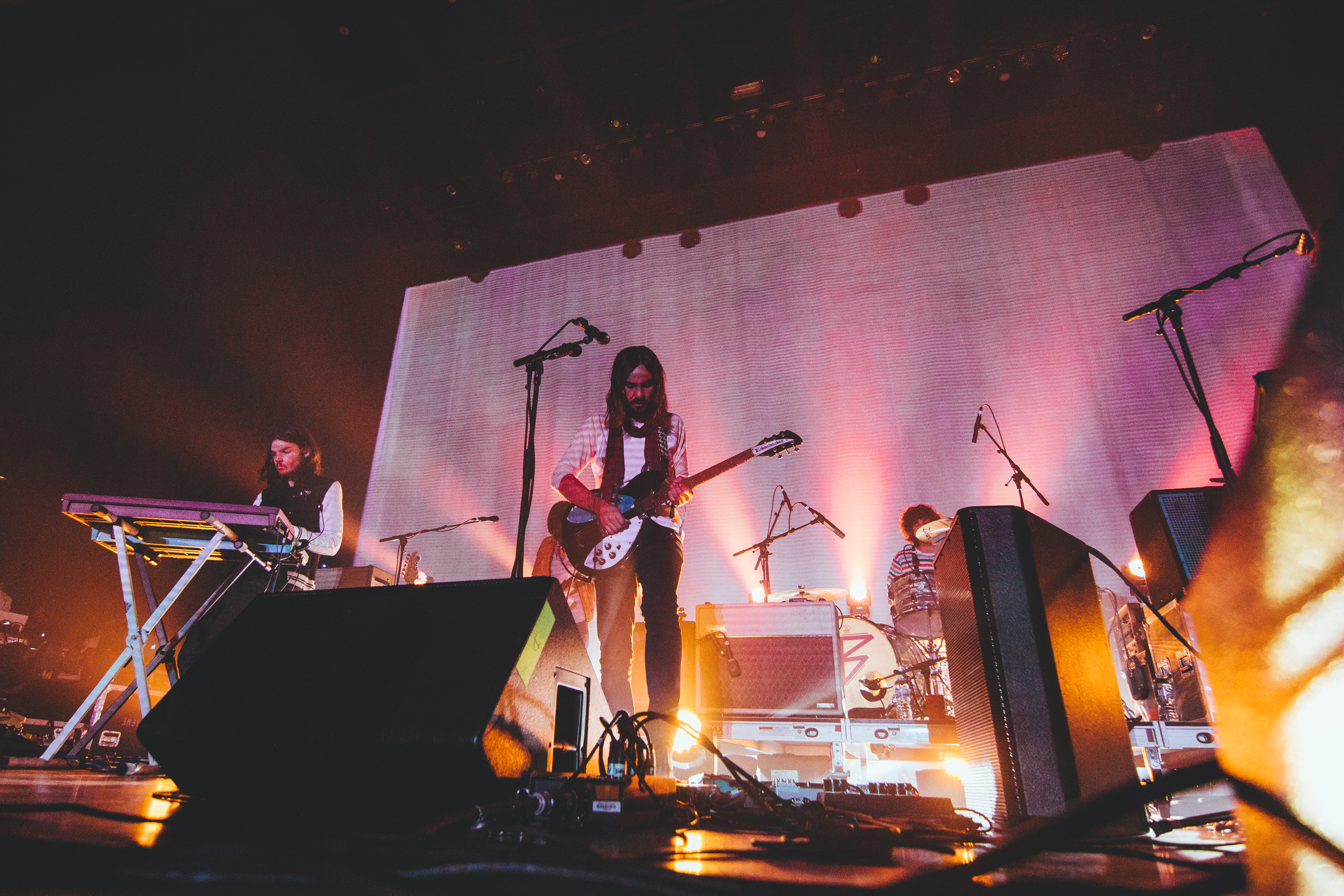
Tame Impala bei einem Live-Auftritt 2014.

Das Ein-Mann-Musikprojekt Tame Impala tat sich ab den frühen 2010er Jahren schnell als einer der aufstrebendsten Newcomer der besonders in Australien florierenden Psychedelic-Rock Szene auf. Kevin Parker, der nur bei Live-Auftritten von weiteren Musikern unterstützt wird, veröffentlichte mit Innerspeaker (2010) und Lonerism (2012) zwei hochgelobte Alben und die Single Elephant wurde sein bis dahin größter Hit.
Bereits kurz nach dem Erscheinen von Lonerism begann er mit der Arbeit an neuem Songmaterial, und die Idee und Richtung für ein neues Album nahm nach 10–20 neuen Songideen erste Formen an.
Laut Parker liegen die Gründe für die Stiländerung auf dem dritten Studioalbum unter anderem an seinen Erfahrungen und Überlegungen während er den Bee Gees Song “Stayin Alive” unter dem Einfluss von Psylocybin-Pilzen und Kokain hörte und bemerkte, dass Songs außerhalb des Psychedelic Rock durchaus ihre Qualitäten haben, um als Inspirationsquelle für seine eigene Musik zu dienen. Außerdem trennte er sich von seiner damaligen Freundin, der französischen Singer-Songwriterin Melody Prochet, und zog von Paris zurück in seine Heimatstadt Perth. Für die Arbeit an neuen Songs habe er sich die Regel auferlegt, alle vorher selbst auferlegten Regeln wieder abzulegen. So fing er an, mit Sachen zu experimentieren, die vorher für ihn ein Tabu darstellten oder als "kitschig" galten, wie Drum Computer statt einem echten Schlagzeug und verschiedene neue Soundeffekte.

## Aufnahmeprozess und Produktion

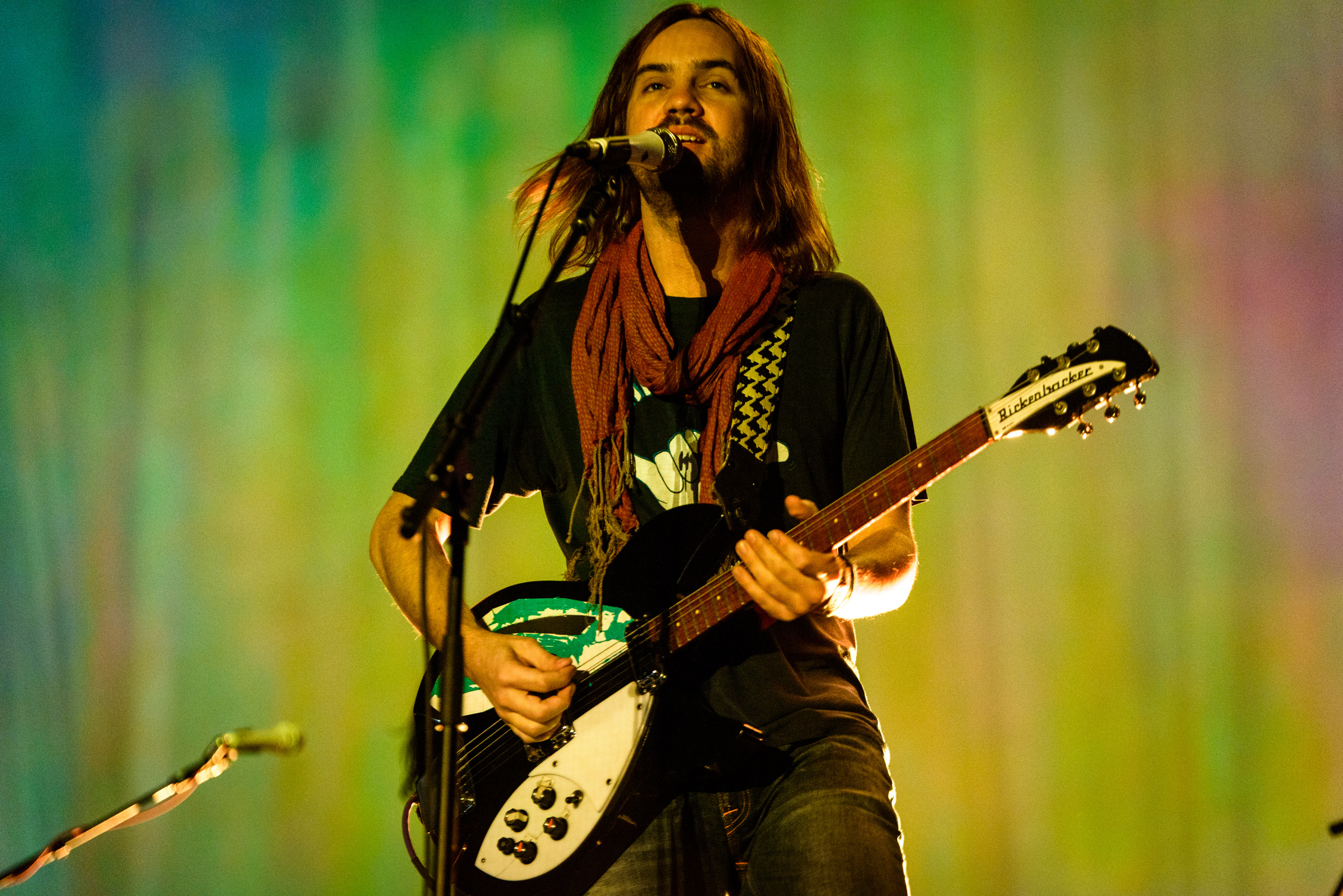
Kevin Parker (Foto 2015), produziert die Musik von Tame Impala in Eigenregie

Currents wurde von Kevin Parker in seinem Heimstudio in Fremantle bei Perth an der australischen Westküste aufgenommen, produziert und abgemischt. Laut Parker baute er hierfür nur das nötigste Equipment auf: „Ein altes Drum Kit, eine Gitarre, die nur noch von Panzertape zusammengehalten wurde, und ein paar in die Jahre gekommene, zerbeulte Synthesizer“ ("a ramshackle drum kit, a guitar covered in duct tape and some battered vintage synths."). Er verglich sein aufgebautes Studio mit dem Cockpit eines Flugzeugs. In einem benachbarten Zimmer begann er damit, die Lichtshow für spätere Konzertshows zu planen. Hierfür stellte er Bühnenlichter auf Ständer und erstellte automatisierte Programme. Er hoffte, sich damit etwas Ablenkung von der eigentlichen Albumproduktion zu verschaffen, da er diese schon beim Vorgängeralbum Lonerism als Tortur empfand. Letztlich fand er sich bei Currents aber in genau derselben Situation wieder.
Die Arbeit am Album wurde bald zu einer Obsession für Parker, da er den ganzen Tag nichts anderes mehr tat. „An einem bestimmten Punkt gerät das Leben außerhalb des Studios in weite Ferne. Dann weiß ich, dass ich voll bei der Sache bin.“ (“At some point, life outside the studio fades into the distance. That's how I know that I'm into it.”) Er begründete seinen manischen Arbeitseifer damit, dass jede andere Herangehensweise dafür sorgen würde, dass die Musik nicht die nötige Energie hätte. Corban Goble, Redakteur des Online-Magazins Pitchfork beschrieb in einem Artikel Parkers tägliche Arbeitsroutine: „Während der Produktionsphase eines Albums steht der 29-Jährige bevorzugt um die Mittagszeit auf und arbeitet dann langsam und nach Methode bis spät in die Nacht hinein, während er dabei trinkt und raucht.“ (“During the making of an album, the 29-year-old generally likes to rise around midday and then work, slowly and methodically, late into the night while drinking and smoking.”) Dies helfe ihm beim Texte schreiben: „[Nach ein paar Drinks] fließt alles leichter – der Flow ist das Wichtigste für mich beim Musik machen.“ (“Things flow easier [after a few drinks] – the flow is the most important thing for me for recording.”) Er machte auch oft Pausen um zu schwimmen, was er als „ultimativen Reiniger“ (“the ultimate purifier”) bezeichnete. Weiter folgte er dem Mantra: „Gib dem Song das, was er verdient“ und damit auch das bewusste Weglassen „jeglicher vernünftiger und logischer Entscheidungen“. Parker sang seine Songs dutzende Male neu ein, laut ihm habe er für einen Song sogar über 1056 Aufnahmeschnipsel angesammelt, um seinem Perfektionsdrang gerecht zu werden. Um Ideen für neue Drum-Parts zu sammeln, mietete er sich für eine Woche extra ein Haus an der Küste, 4 Autostunden südlich von Perth, wo er bereits sein Debütalbum Innerspeaker aufgenommen hatte.
Seine Entscheidung, das komplette Album bis aufs Mastering in Eigenregie zu produzieren komme von seiner Besessenheit, meinte Parker: “Ich denke, dadurch ist das Album noch viel mehr mein Herz und meine Seele, mein Blut, Schweiß und Tränen.” ("I felt like, this way the album is even more my heart and soul, my blood, sweat, and tears."). Er setzte sich aber ein festes Abgabedatum, um das Album abzuschließen, da er dazu neige zu Prokrastinieren: “[Eine Deadline] ist wie Glück im Unglück, da sie dich zwingt, Entscheidungen zu treffen, die aber letztendlich gut für das Endergebnis sind.” ("a blessing in disguise because it forces you to make decisions there and then. Which in the end makes for good art."). Trotzdem verpasste er den gesetzten Abgabetermin mehrere Male und beschäftigte sich mit kleinen Details, da “man das Album nicht genießen könne, bis es wirklich fertig sei”. Kurz vor der Veröffentlichung sagte Parker: “Ich denke immer noch, das Album ist komplett unhörbar.” ("I still think this album is completely unlistenable.").

## Komposition

### Musik
Currents bietet eine stilistische Spannbreite von Psychedelic Pop, Disco, R&B und Electro-Pop. Besonders die Akkordfolge und Rhythmen sind sehr vom R&B beeinflusst. Kevin Parker hörte schon in den 1990er Jahren R&B, nachdem er sich in seiner Jugend aufgrund von Gruppendruck noch selbst dazu zwang, das Genre zu verschmähen. Er sagte: “Jungs, die damals als Teenager Musik machten, durften kein R&B mögen, weil die Mädchen den Scheiß in ihren Autos hörten.” ("Music guys aren't allowed to be into R&B when they are teenagers because all the teenybopper kids blast that shit in their cars."). Diese Tabus und Vorurteile abzulegen und die Musik mit offenen Armen zu empfangen, war sehr befreiend für ihn. Vor Currents hütete sich Parker noch davor, seine Musik pop-orientierter zu gestalten weil er dachte, dass “die Indie-Musik-Snobs ihre Nase rümpfen würden.” ("indie-music snobs would turn their nose up at it.") und musste feststellen, dass Popmusik zu kreieren sehr herausfordernd ist. Parker schreibt seine Offenheit auf dem Album Currents auch dem bekannten Musikproduzenten Mark Ronson zu, auf dessen Album Uptown Special (2012) er mitwirkte.
Viele der Songs entstanden in jahrelanger Arbeit, sowohl im Studio als auch unterwegs auf Tourneen. Er benutzte dabei oft sein Handy als Sprachrekorder und erstellte viele Songs auf der Drum Machine. Gitarren kommen zwar in jedem Song auf dem Album vor, sollen aber jeweils nur die anderen vorherrschenden Instrumente begleiten. Dies lag unter anderem auch daran, dass er nicht zu jeder Zeit auf sein gesamtes Equipment zugreifen konnte: “Wir beendeten eine Tournee in sagen wir Europa, dann flogen wir für zwei Wochen nach Hause und unser Equipment mit all meinen Gitarren und Pedals war da schon auf dem Weg nach Südamerika.” ("We'd finish one tour in say, Europe, go home for two weeks, and all our gear, including my guitars and pedals, would be on their way to South America."). Zuhause im Studio hatte er aber eine große Sammlung an Synthesizern, was dafür sorgte, dass es das prominenteste Instrument auf dem Album wurde. Er sagte: “Es ist echt das Einzige, was herumliegt, wenn ich an den Song denke.” ("It's really just whatever is sitting around when I think of the song.").
Wie schon auf den Vorgänger-Alben singt Parker in Falsetto-Stimmlage und benutzt diverse Vocoder-Effekte, um die Stimme teilweise zu verwaschen und zu verzerren, wobei der Einsatz von jenen Effekten nicht ganz so ausgereizt wurde, wie bei Innerspeaker und Lonerism, was Parker damit begründete, dass er nun mehr Stolz bei seinen Texten empfinde. “Ich hoffe es wird den Zuhörern leichtfallen, sie zu verstehen.”

### Texte
Die Songtexte behandeln vorwiegend die zentralen Themen des Älterwerdens und persönlicher Übergänge in neue Lebensphasen und sind dabei komplett autobiografisch. Laut Parker sei das Hauptthema des Albums „ein tiefes Gefühl des Übergangs in deiner Psyche“ (“deep feeling of transition in your psyche.”) oder im weiten Sinne der endgültige Eintritt ins Erwachsenenleben. Er begann während der Albumproduktion, sich mit dem astrologischen Konzept der Saturn Rückkehr (Saturn Return) zu beschäftigen, was seine reflektierenden Gefühle erklären könnte. Er sagte dazu: „Ich war zur Hälfte fertig mit dem Album als ich davon hörte, und es verlieh dem, was ich tat, eine ganze Menge an Bedeutung. Plötzlich ergab alles viel mehr Sinn.“ (“I was halfway through making the album when I heard about it, and it gave what I was doing a lot more meaning; suddenly things made a lot more sense.”) Dementsprechend war seine Reaktion auf dem Album die Akzeptanz der Veränderungen in seinem Leben, was besonders in dem Song „Let it Happen“ zu hören ist. Parker hatte auch das Gefühl, dass der Kauf des Hauses, in dem er Currents aufgenommen hat, „meine Sichtweise darauf, wo ich mich selbst sehe, wirklich verändert hat, wie einen Ort, an den ich gehöre.“ (“really changed my perspective about where I saw myself, like a place that I belonged.”)
Currents wird außerdem oft als Album des Aufbruchs und der Trennung charakterisiert. Kurz vor dem Beginn der Aufnahmen beschloss Parker, sich von seiner Freundin, der Singer-Songwriterin Melody Prochet zu trennen. Diverse Lieder auf dem Album beschreiben Parkers Ansichten zu der Trennung, welche vor allem von Schuld und Selbstzweifeln geprägt sind. Parker selbst jedoch spielte diese Interpretation, das Album drehe sich nur um frühere Liebesbeziehungen, herunter, und verglich es mit einem inneren Monolog: “Ich rede wirklich mit mir selbst, einem anderen Teil von mir… mit meinem alten Selbst, dem Teil von mir, der sich Veränderungen widersetzt und will, dass ich so bleibe, wie ich bin.” ("It's really me talking to myself, another part of myself... to my old self, the part of me that resists change and wants me to stay as I am."). Für Parker bedeutete das Album “nach vorne zu schauen und eine plötzliche Stärkung des Selbstvertrauens.” ("looking forward and a sudden adoption of confidence."). Der Titel des Albums spiegelt dies wider, wobei Strömungen „diese unaufhaltsamen Kräfte sind; die Teile von dir, die versuchen, dich zu verändern“. ("these unstoppable forces; the parts of you that are trying to change you.").

### Songs

#### Let It Happen
Let It Happen war die erste Singleauskopplung und ist der erste Song des Albums. Er handelt davon, „sich immer in dieser Welt des Chaos und all dem Zeug zu finden, das um dich herum passiert, und es immer auszublenden, weil du nicht dazu gehören willst. Aber irgendwann erkennst du, dass es mehr Energie braucht, es auszublenden, als es geschehen zu lassen und ein Teil davon zu sein.“ (“finding yourself always in this world of chaos and all this stuff going on around you and always shutting it out because you don't want to be part of it. But at some point, you realise it takes more energy to shut it out than it does to let it happen and be a part of 'it'.”) Der fast achtminütige und damit längste Song des Albums beginnt in der zweiten Hälfte an einer Stelle vermeintlich hängenzubleiben, was an die Geräusche einer zerkratzen CD erinnert. Parker fügte diesen Effekt aufgrund seiner Faszination für solche Störgeräusche hinzu.

#### Nangs
Nangs ist ein verwirrend klingendes Interlude, welches nach dem australischen Slang-Begriff für Kanister benannt ist, die mit Distickstoffmonoxid (N2O), einem zusammengesetzten Gas, das in Autos zur Beschleunigung und Übertragung verwendet wird und auch als Lachgas bekannt ist, gefüllt sind und als dissoziativ wirkende Freizeitdroge verwendet werden. Die Einleitung des Songs klingt wie ein mit N2O gefüllter Ballon, der eingeatmet wird, was die Methode ist, um das Gas zu inhalieren. Der Song versucht, das benommene, wogende Gefühl verkörpern, das beim Konsum von Lachgas und N2O aufkommt.

#### The Moment
Ähnlich wie der Album-Opener Let It Happen konzentriert sich das euphorisch klingende The Moment darauf, mit dem Strom zu gehen und achtsam zu leben, aber mit dem zusätzlichen Element, zu lernen, impulsiv zu sein und wichtige Entscheidungen zu treffen, wenn die Zeit reif ist. In der zweiten Hälfte des Songs kommen verzerrte Gitarren zum Einsatz.

#### Yes I'm Changing
Auf Yes I’m Changing singt Kevin Parker über seine sehr öffentliche Trennung von Melody Prochet. An die Entstehung des Songs konnte sich Parker nicht mehr richtig erinnern: "Eine seltsame Erfahrung, weil es so war, als hätte jemand anderes das Lied gemacht. Ich hatte keine Erinnerung daran, wie ich mir den Song ausgedacht habe." ("A weird experience, because it was like it was someone else made the song. I had no memory of imagining it.").

#### Eventually
Eventually ist die vierte und letzte Singleauskopplung des Albums und behandelt das bevorstehende Ende einer Beziehung, die damit verbundenen Schwierigkeiten und dass eine Trennung zwar kurzfristigen Schmerz verursacht, aber auf lange Sicht die richtige und glücklicher machende Entscheidung ist.
In einer Reddit-Fragerunde aus dem Jahr 2015 hat Kevin Parker dieses Lied als den emotionalen Kern von Currents bezeichnet: „Ich muss allerdings sagen, dass es auf dem neuen Album einen Song namens „Eventually“ gibt, der sich für mich auch nach 951520974 mal Hören und Mixen immer noch sehr bewegend anhört.“ (“I have to say though, there’s a song on the new album called Eventually that is still very moving for me to listen to even after 951520974 listens and mixes.”)

#### The Less I Know the Better
Der Song The Less I Know the Better ist der erfolgreichste Song des Albums und bis dato von Tame Impala insgesamt, u. a. mit über eine Milliarde Streams. Nach dem Erscheinen des Albums wurde der Song am 29. November 2015 als vierte und letzte Single ausgekoppelt und vom populären australischen Radiosender Triple J zur Nummer 1 in Triple J’s Hottest 100 des Jahrzehnts gewählt. The Less I Know the Better beschreibt den Schmerz eines Mannes, der sich in einer Dreiecksbeziehung ausgeschlossen fühlt, illustriert mit einem komplexen Arrangement aus Bass-Hooks, Rhodes-Piano-Akkorden und Synth-Texturen.
Trotz der großen Beliebtheit meinte Parker, dass der Song eigentlich nicht auf ein Tame Impala Album gehöre, „weil er diesen doofen, weißen Disco-Funk hat.“ (“shouldn't be on a Tame Impala album because it has this dorky, white disco funk.”)

#### Past Life
In diesem Lied spricht Kevin Parker eine Geschichte ein, in der er seine frühere Liebhaberin aus seiner alten Beziehung wiedersieht, und sich so an sein altes Leben und die damit verbundenen Gefühle erinnert. Der Refrain wird dabei von einer stark verfremdeten und verzerrten E-Gitarren-Effekten begleitet.

#### Disciples
Disciples ist abgesehen von den Interludes der kürzeste Song des Albums und wurde als dritter Song der Promo-Phase am 15. Juni 2015 veröffentlicht.  

#### Cause I’m a Man
Cause I’m a Man ist die zweite Singleauskopplung und erschien am 7. April 2015. Anfangs wurde der Song kontrovers diskutiert, aufgrund des als sexistisch wahrgenommenen Songtextes. Kevin Parker behauptete jedoch, dass er das Gegenteil meinte: "Der Song handelt davon, wie schwach Männer im Grunde sind und wie wir all diese Ausreden erfinden." ("The song is about how weak men are basically, and how we make all these excuses.").

#### Reality in Motion
Reality in Motion beschreibt die Gedanken, während man die ersten Schritte bei einem neuen romantischen oder sexuellen Interesse beginnt zu unternehmen, und dabei von reichlich Selbstzweifeln erfüllt ist und zögert.

#### Love/Paranoia
Der Song beschreibt die Erfahrung von jemandem, der schon einmal betrogen wurde und paranoid ist, dass sein aktueller Partner dasselbe tut, wobei unklar ist, ob diese Person bereits betrogen hat. Am Ende verliert die Person ihren Partner aufgrund jener Paranoia und bedauert es, auch wenn sie Recht haben mag.

#### New Person, Same Old Mistakes
New Person, Same Old Mistakes ist der letzte Song des Albums. Parker sagte dazu: Der letzte Song soll wie der finale Kampf zwischen Optimismus und Pessimismus klingen, eine Konfrontation zwischen der Seite in dir, die nach Fortschritt strebt und der Seite in dir, die will, dass alles so bleibt wie es ist." ("The last song is meant to sound like the final battle between optimism and pessimism, a confrontation between the side of you that wants to progress and the side of you that wants to stay the same.").

## Veröffentlichung und Covergestaltung
Die Promotionsphase begann mit der Veröffentlichung der Lead-Single “Let It Happen” als freier Download am 10. März 2015. Einen Tag später fing Parker in New York zusammen dem Audio-Engineer Greg Calbi den Mastering-Prozess an. Das Album sollte eigentlich im Mai 2015 veröffentlicht werden um zeitgleich von dem anstehenden Auftritt beim Coachella-Festival zu profitieren. Doch kurz vor dem Mastering war Parker immer noch nicht ganz fertig mit den Texten zu zwei Songs. Sein Perfektionismus sorgte letztendlich für eine Verschiebung des Release-Termins in den Juli. In der Zwischenzeit wurden drei weitere Singles ausgekoppelt: “Cause I’m a Man” und “Disciples” im April während einer Fragerunde auf dem Online-Dienst Reddit, und “Eventually” im Mai.
Am 17. Juli erschien Currents weltweit, in Australien unter dem Label Modular Records und Universal Music Australia, in den USA bei Interscope Records und Fiction Records, während Caroline International, eine Tochter der Universal Music Group, den restlichen internationalen Vertrieb übernahm. Im Oktober folgte die Ankündigung der Collectors Edition, welche am 17. November erschien und neben dem Album drei Bonus-Tracks enthält, die es nicht auf das Album geschafft haben, sowie zwei Remixe.
Für die Gestaltung der Album- und Singlecover ist der aus Kentucky stammende Künstler und Musiker Robert Beatty verantwortlich. Kevin Parker sagte, das Design von “Currents” basiere auf einem Vortex Shedding (Wirbelablösung), das ihm in Erinnerung kam, als er versuchte, das Thema des Albums zu visualisieren. Beatty beschrieb, dass Parkers Ideen für die Covergestaltung alle auf turbulenten Strömungen basieren, die Art und Weise wie Flüssigkeiten oder Luft um Objekte herumströmt.

## Kritiken
Currents wurde von der Presse und den Fans sehr positiv aufgenommen. Auf dem Online-Portal Metacritic, das den Durchschnittswert aller veröffentlichten Kritiken der Presse ermittelt, kommt das Album auf einen Wert von 84 von 100, basierend auf 38 Kritiken und bekam damit das Prädikat: “Allgemeine Anerkennung”.
Ian Cohen von Pitchfork stellte das Album in der Kategorie “Best New Music” vor und sagte dazu: "Fast jeder Song auf Currents ist eine aufschlussreiche Aussage über Parkers kreative Spannweite und zunehmende Expertise als Produzent, Arrangeur, Songwriter und Sänger, während er die Essenz von Tame Impala beibehält." ("Nearly every proper song on Currents is a revelatory statement of Parker's range and increasing expertise as a producer, arranger, songwriter, and vocalist while maintaining the essence of Tame Impala."). Cohen verglich das Album mit Werken wie “Loveless”, “Kid A”, und “Yankee Hotel Foxtrot”. "Es ist das Ergebnis eines übernatürlich talentierten Besessenen, der versucht, Musik zu perfektionieren und gleichzeitig seine Beziehung zum albumorientierten Rock neu zu definieren." ("it's the result of a supernaturally talented obsessive trying to perfect music while redefining their relationship to album-oriented rock.").
Harley Brown vom US-amerikanischen Musikmagazin Spin nannte Currents „die reinste – und komplexeste – Essenz von allem, was die Band so zu einem fast körperlichen Hörvergnügen macht“. ("the purest – and most complex – distillation of everything that makes the band such a nearly physical pleasure to listen to".) Brown fügte hinzu: "Die wahre Magie von Currents liegt jedoch darin, wie Parker die Emotionen des Zuhörers so effektiv (und zum größten Teil wirklich) manipuliert, ohne notwendigerweise selbst welche zu offenbaren." ("The real magic of Currents, though, is in how Parker so effectively (and genuinely, for the most part) manipulates the listener's emotions without necessarily revealing any himself.").
Alex Denney vom britischen New Musical Express (NME) lobte Parker für seinen musikalischen Fortschritt und schrieb: “Verzerrte Gitarren sind einfach nicht das, was Parker jetzt vor Augen hat, was uns als ein fairer Kompromiss eines Produzenten erscheint, der an die äußersten Grenzen seines Talents geht.” ("Fuzzed-out guitars simply aren't where Parker's head is at now, which strikes us as a fair trade-off from a producer pushing at the outer reaches of his talent.").
Alexis Petridis vom britischen Guardian schrieb: „Ein Großteil der Kraft und Fremdheit des Albums kommt durch die Art und Weise zustande, wie die Texte mit der Üppigkeit des Arrangements an der Schönheit der Melodien konterkarieren.“ (“A lot of the album's power and strangeness comes from the way [the lyrics] cut against the lusciousness of the arrangements... and the loveliness of the melodies.”) Er lobte Parker für seine Art der „psychedelischen Musik“, die den Hörer „gleichzeitig verblüfft und fasziniert“ zurücklässt, anstatt auf klischeehafte psychedelische Musikeffekte zurückzugreifen.  
Darren Levin vom Rolling Stone Australia sagte: „Das erste, was einem an Currents wirklich auffällt, ist, wie Hi-Fi es tatsächlich ist“ (“the first thing that really strikes you about Currents is how hi-fi it actually ist”), und dass man nach dem Anhören des Eröffnungstracks „wirklich das Gefühl bekommt, einem der rastlos kreativen Köpfe der Rockmusik bei der Arbeit zuzusehen." ("you really do get the feeling you're watching one of rock's most restlessly creative minds at work.") Er schloss seine Rezension mit den Worten: "Für jemanden, der einmal 'Feels like we only go backwards' gesungen hat, scheint das Vorwärtskommen im Moment Kevin Parkers einzige Beschäftigung zu sein." ("For someone who once sang 'Feels like we only go backwards', moving forward seems like Kevin Parker's only preoccupation right now.") Levin war einer von vielen Rezensenten, die das Album mit Daft Punks 2013er Platte Random Access Memories verglichen.
Jon Pareles von der New York Times sagte, dass wie bei den ersten beiden Alben "der Kern von Tame Impala seine Aura der Einsamkeit" ist." ("The core of Tame Impala is its aura of solitude."). Er nannte Currents „eine Tour de Force für den Songwriter und seine Instrumente. Aber es ist auch ausgesprochen hermetisch, fast luftlos.“ ("a tour de force for the songwriter and his gizmos. But it's also decidedly hermetic, nearly airless.").
Andy Gill von The Independent sagte: „Während die ausgiebige Anwendung von Phasing eine Verbindung zu den psychedelischen Wurzeln von Tame Impala bietet, könnte das Fehlen von durchgedrehten Gitarren-Parts einige Fans enttäuschen.“ (“while copious application of phasing offers a link to Tame Impala's psychedelic roots, the absence of guitar wig-outs may disappoint some fans.”)
Die deutsche Seite laut.de schrieb: "Die Beispiele, in denen Musiker sich zwischen zwei Platten dermaßen präzise auf den Punkt neu erfinden, lassen sich an einer Hand abzählen. Kevin Parker darf sich nach dem Update auf Tame Impala 2.0 zu ihnen zählen."
Der Musikexpress gab sich kritischer und bemängelte: "Doch alles andere, was „Let It Happen“ vormacht, findet man auf dem Rest des Albums nur in geringen Dosen wieder. Dafür übernehmen zu oft Schnulzigkeit und pathetischer 80er-Kitsch das Kommando."

### Auszeichnungen und Bestenlisten
Currents erschien auf mehreren Kritikerlisten der besten Alben des Jahres 2015. Die britische Zeitschrift Q nannte Currents das beste Album des Jahres und sagte, dass "Parker ihrem kaleidoskopischen Sound Dancefloor-Pop hinzufüge" ("Parker added dancefloor pop to their kaleidoscopic sound..."), während es "klanglich fortgeschritten und voller großartiger Songs" sei ("sonically advanced and filled with great songs").
Spin stufte es als das viertbeste des Jahres ein und nannte es das "Beste der Gruppe, weil die Seele [des Albums] tatsächlich in Motown liegt." ("because its soul actually lies in Motown."). Das Magazin sagte, bei dem Album sei Parker zu der Erleuchtung gekommen, dass keine Tonhöhen- und Zeitverschiebung die eigene Wahrnehmung der Realität so sehr umwerfen wird wie ein Text, der so direkt und wahr ist wie: ‚Sie sagen, die Menschen ändern sich nie, aber das ist Bullshit / Das tun sie.'" ("coming to the epiphany that no amount of pitch- and time-shifting will screw with your perception of reality as much as a lyric that's as direct and true as 'They say people never change but that's bullshit / They do.'")
Mojo stufte Currents ebenfalls als viertbestes des Jahres ein. Pitchfork stufte das Album als das fünftbestes des Jahres ein und sagte: "Hier und dort ist immer noch ein bisschen was von Parkers eleganter Gitarre zu hören, aber er hat seine perfektionistische Handwerkskunst hauptsächlich auf Synthesizer-Töne und Schlagzeugprogrammierung umgeleitet." ("There's still a bit of Parker's elegant guitar here, but he's mostly rerouted his perfectionistic craftsmanship to synthesizer tones and drum programming.")
Das Magazin Paste rangierte Currents auf Platz acht der Liste der besten Alben des Jahres und nannte es ein "nahezu perfektes Album" und "eine hervorragende Weiterentwicklung ihrer letzten Bemühungen, eine Studie in innerer Konsistenz" ("near-perfect album" and "a superb progression from their last efforts, a study in internal consistency.")
Der Rolling Stone setzte das Album auf Platz 13 ihrer 50 besten Alben des Jahres 2015 und schrieb, dass Parkers „musikalisches Umdenken … weitreichend ist, was zu Breitbild-Abenteuern wie ‚Let It Happen‘ führt“ und dass die Platte „voll von schwerelosem Gesang und synthetisiertem Funk ist, und einer Stimmung, die sowohl glückselig als auch traurig ist, wie eine Reihe von Tagebucheinträgen eines Astronauten, der in Vergessenheit schwebt.“ (“[Kevin Parker's] musical rethink... is expansive, resulting in wide-screen adventures like 'Let It Happen'” and that the record is “full of weightless vocals and synthesized funk, for a set that's both blissed-out and mournful, like a set of diary entries from an astronaut floating off into oblivion.”)
Das Album wurde auch von Consequence of Sound und NME als fünftbestes des Jahres eingestuft, als 15.-bestes von Stereogum und als 22.-bestes von PopMatters, während Exclaim! es das achtbeste Pop/Rock-Album des Jahres nannte.
Bei den ARIA Music Awards 2015 wurde Currents als bestes Rockalbum und Album des Jahres ausgezeichnet, und „Let It Happen“ wurde für die beste Pop-Veröffentlichung nominiert. Bei derselben Veranstaltung wurde Parker für seine Arbeit an Currents als Engineer of the Year und Producer of the Year ausgezeichnet und Tame Impala wurden zur besten Gruppe gekürt. Das Album wurde bei den 58. jährlichen Grammy Awards als bestes alternatives Musikalbum nominiert. Im Jahr 2020 setzte der Rolling Stone Currents auf den 382. Platz seiner Liste der "500 größten Alben aller Zeiten".

## Kommerzieller Erfolg
Currents debütierte auf Platz eins in Australien, und ist damit das erste Album von Parker, das die Spitze der Charts in seinem Heimatland erklimmen konnte. Im Vereinigten Königreich landete das Album auf Platz 3 und wurde dort Tame Impalas erstes Top-Ten-Album. Ebenfalls das erste Mal in den Top Ten landete man in den USA, wo das Album auf Platz vier der Billboard 200 landete und in der ersten Woche 50.000 Einheiten verkaufen konnte. Der Verkauf von Vinyl-Schallplatten in der ersten Woche in den USA belief sich auf 14.000, was die höchsten Vinylverkäufe eines Albums in der ersten Woche im Jahr 2015 waren. Bis Dezember 2015 wurden in Nordamerika 120.000 Exemplare von Currents verkauft.
In Deutschland stieg Currents auf Platz 25 ein, in Österreich auf Platz 30 und in der Schweiz auf Platz 11.
Neben Australien schaffte es das Album auch in den Niederlanden auf Platz 1 der Albumcharts.
Am 6. August 2020 erreichte Currents den Platin-Status in den USA für 1 Million verkaufte Einheiten.

## Cover
Die aus Barbados stammende Sängerin und Songwriterin Rihanna hat den Song "New Person, Same Old Mistakes" für ihr 8. Studioalbum "Anti" unter dem Titel "Same Ol' Mistakes" gecovert. Es besteht aus Tame Impalas nur geringfügig verändertem Instrumentalstück, verlängert auf eine Länge von 6 Minuten und 35 Sekunden.

## Titelliste
Standard-Edition
| #  | Titel                         | Länge |
| -- | ----------------------------- | ----- |
| 1  | Let It Happen                 | 7:46  |
| 2  | Nangs                         | 1:47  |
| 3  | The Moment                    | 4:15  |
| 4  | Yes I'm Changing              | 4:30  |
| 5  | Eventually                    | 5:19  |
| 6  | Gossip                        | 0:55  |
| 7  | The Less I Know the Better    | 3:38  |
| 8  | Past Life                     | 3:47  |
| 9  | Disciples                     | 1:48  |
| 10 | Cause I'm a Man               | 4:02  |
| 11 | Reality in Motion             | 4:12  |
| 12 | Love/Paranoia                 | 3:10  |
| 13 | New Person, Same Old Mistakes | 6:13  |
|    |                               | 51:12 |

Collectors Edition / B-Sides & Remixes
| # | Titel                                    | Länge |
| - | ---------------------------------------- | ----- |
| 1 | List of People (To Try and Forget About) | 4:40  |
| 2 | Powerlines                               | 4:19  |
| 3 | Taxi’s Here                              | 4:48  |
| 4 | Reality in Motion (Gum Remix)            | 5:04  |
| 5 | Let It Happen (Soulwax Remix)            | 9:18  |
|   |                                          | 28:06 |

## Mitwirkende
Tame Impala
- Kevin Parker – Songwriting, Performance, Produktion, Aufnahme, Mixing, Coverkonzept

Tontechniker
- Rob Grant – zusätzliche Aufnahmen, Mixing-Assistent
- Greg Calbi – Mastering

Artwork
- Robert Beatty – Artwork & Design
- Matthew C. Saville – Fotografien

## Kommerzieller Erfolg

### Chartplatzierungen
| ChartsChartplatzierungen       | Höchstplatzierung | Wochen |
| ------------------------------ | ----------------- | ------ |
| Australien (ARIA)              | 1 (51 Wo.)        | 51     |
| Deutschland (GfK)              | 25 (2 Wo.)        | 2      |
| Österreich (Ö3)                | 30 (1 Wo.)        | 1      |
| Schweiz (IFPI)                 | 11 (8 Wo.)        | 8      |
| Vereinigte Staaten (Billboard) | 4 (206 Wo.)       | 206    |
| Vereinigtes Königreich (OCC)   | 3 (29 Wo.)        | 29     |

| ChartsJahrescharts (2015) | Platzierung |
| ------------------------- | ----------- |
| Australien (ARIA)         | 28          |

| ChartsJahrescharts (2016) | Platzierung |
| ------------------------- | ----------- |
| Australien (ARIA)         | 69          |

| ChartsJahrescharts (2020) | Platzierung |
| ------------------------- | ----------- |
| Australien (ARIA)         | 91          |

| ChartsJahrescharts (2022)      | Platzierung |
| ------------------------------ | ----------- |
| Australien (ARIA)              | 74          |
| Vereinigte Staaten (Billboard) | 138         |

| ChartsJahrescharts (2023)      | Platzierung |
| ------------------------------ | ----------- |
| Australien (ARIA)              | 76          |
| Vereinigte Staaten (Billboard) | 123         |

| ChartsJahrescharts (2024)      | Platzierung |
| ------------------------------ | ----------- |
| Vereinigte Staaten (Billboard) | 148         |

### Auszeichnungen für Musikverkäufe
| Land/Region                  | Auszeichnungen für Musikverkäufe (Land/Region, Auszeichnung, Verkäufe) | Verkäufe  |
| ---------------------------- | ---------------------------------------------------------------------- | --------- |
| Australien (ARIA)            | Platin                                                                 | 70.000    |
| Dänemark (IFPI)              | 2× Platin                                                              | 40.000    |
| Frankreich (SNEP)            | Gold                                                                   | 50.000    |
| Italien (FIMI)               | Gold                                                                   | 25.000    |
| Kanada (MC)                  | Gold                                                                   | 40.000    |
| Neuseeland (RMNZ)            | 3× Platin                                                              | 45.000    |
| Niederlande (NVPI)           | Gold                                                                   | 20.000    |
| Polen (ZPAV)                 | Platin                                                                 | 20.000    |
| Vereinigte Staaten (RIAA)    | Platin                                                                 | 1.000.000 |
| Vereinigtes Königreich (BPI) | Platin                                                                 | 300.000   |
| Insgesamt                    | 4× Gold · 9× Platin ·                                                  | 1.610.000 |